# Bodrești
Bodrești falu Romániában, Erdélyben, Fehér megyében.

## Fekvése
Csurulyásza közelében fekvő település.

## Története
Bodreşti korábban Csurulyásza része volt, 1956 körül vált külön 117 lakossal.
1966-ban 106, 1977-ben 89, 1992-ben 57, 2002-ben pedig 31 román lakosa volt.